# .ae
.ae là tên miền Internet quốc gia (ccTLD) dành cho Các Tiểu Vương quốc Ả Rập Thống nhất. Nó được quản lý bởi Etisalat.

## Đăng ký tên miền cấp 2 và cấp 3
Có thể đăng ký trực tiếp tên miền cấp 2 hoặc cấp 3 dưới những tên khác nhau. Trước đây, .co.ae được dùng cho các đơn vị thương mại, nhưng nó đã không còn được dùng do việc ủng hộ đăng ký tên miền cấp 2; tuy nhiên, việc đăng ký .co.ae vẫn được phép nếu người đăng ký muốn.
- .ae — Công ty, tổ chức hoặc cá nhân
- .net.ae — Cung cấp dịch vụ mạng
- .gov.ae — Chính phủ
- .ac.ae — Trường đại học, cao đẳng hoặc viện nghiên cứu
- .sch.ae — Trường công lập hoặc tư nhân
- .org.ae — Tổ chức phi lợi nhuận
- .mil.ae — Tổ chức quân sự
- .pro.ae — Chuyên gia
- .name.ae — Cá nhân